# Nesaea palmeri
Nesaea palmeri là một loài thực vật có hoa trong họ Lythraceae. Loài này được S.A. Graham mô tả khoa học đầu tiên năm 1977.